# 斗南交流道 (國道1號)
斗南交流道為臺灣國道一號的交流道，位於臺灣雲林縣斗南鎮，指標為240k，為雲林縣的主要聯外交流道。
|      | 240 斗南 | 南下      | 劍湖山世界 | 劍湖山世界 |
|      | 240 斗南 | 南下      | 斗南 虎尾  |            |
| 北上 | 240 斗南 | 虎尾 斗南 |            |            |

## 鄰近公路
- 台1線
- 縣道158號
- 縣道158乙線

## 外部連結
- 國道一號斗南交流道示意圖 （页面存档备份，存于）（交通部高速公路局）